# Laurent Biondi
Laurent Biondi (Grenoble, 19 de julio de 1959) es un deportista francés que compitió en ciclismo en las modalidades de pista, especialista en las pruebas de puntuación y madison, y ruta.
Ganó una medalla de oro en el Campeonato Mundial de Ciclismo en Pista de 1990 y una medalla de plata en el Campeonato Europeo de Madison de 1990.
Se retiró de la competición en 1993. Desde 2012 es director deportivo del equipo AG2R.

## Medallero internacional
| Campeonato Mundial | Campeonato Mundial | Campeonato Mundial | Campeonato Mundial |
| Año                | Lugar              | Medalla            | Competición        |
| ------------------ | ------------------ | ------------------ | ------------------ |
| 1990               | Maebashi (Japón)   | Medalla de oro     | Puntuación (P)     |
| Campeonato Europeo |                    |                    |                    |
| Año                | Lugar              | Medalla            | Competición        |
| 1990               | Grenoble (Francia) | Medalla de plata   | Madison            |

1. ↑  Campeonato Europeo realizado sólo para la disciplina de madison.

## Palmarés

### Ruta
1987
- 1 etapa del Critérium del Dauphiné

### Pista
1988
- Campeonato de Francia en puntuación

1990
- Campeonato del Mundo en puntuación
- 2.º en el Campeonato Europeo de madison masculina

## Resultados en Grandes Vueltas y Campeonato del Mundo
| Carrera         | 1983 | 1984 | 1985 | 1986 | 1987 | 1988 | 1989 | 1990 | 1991 | 1992 | 1993  |
| --------------- | ---- | ---- | ---- | ---- | ---- | ---- | ---- | ---- | ---- | ---- | ----- |
| Giro de Italia  | -    | -    | -    | -    | -    | -    | 31.º | -    | -    | -    | -     |
| Tour de Francia | 79.º | -    | 53.º | Ab.  | -    | -    | 31.º | 82.º | -    | -    | 103.º |
| Vuelta a España | -    | -    | -    | -    | 32.º | -    | -    | -    | -    | -    | -     |
| Mundial en Ruta | -    | -    | -    | -    | -    | -    | -    | -    | -    | -    | -     |

-: no participa 

Ab.: abandono